# Aristida biglandulosa
Aristida biglandulosa är en gräsart som beskrevs av John McConnell Black. Aristida biglandulosa ingår i släktet Aristida och familjen gräs. Inga underarter finns listade i Catalogue of Life.